# Басюк Євген Михайлович
Євген Михайлович Басюк (псевдо: «Чорноморець», «Компанієць») (14 квітня 1922, с. Хорів, нині Острозький район, Рівненська область — після 2010 р., Росія) — поручник УПА (зі старшинством від 24.04.1944 p.), курінний, шеф штабу з'єднання «Холодний Яр», лицар Срібного хреста бойової заслуги 2-класу, учасник бою під Гурбами. Після полону пішов на активну співпрацю з НКВС.

## Дитинство та юність
Євген Басюк народився 14 квітня 1922 року в с. Хорів (нині Острозький район, Рівненська область, Україна) в селянській родині.
У 1936 — закінчив семирічну школу. Навчався у Ковелі у слюсарній школі, але не закінчив її через бідність. У 1938 у зв'язку із подіями на Закарпатській Україні виїхав до Галичини і спробував нелегально перейти на територію Закарпаття. Був затриманий, доставлений до м. Хуст. Там його допитали в українській поліції та штабі «Карпатської Січі» і передали під опіку середньої школи.

## Карпатська Україна. Відень. Краків
У лютому 1939 р. командування «Карпатської Січі» направило його на навчання до підофіцерської школи. Невдовзі він взяв участь в боях з угорцями, був поранений і потрапив у полон. Перебував у таборі м. Ньїредьгаза до червня 1939. У липні 1939 р, його разом з іншими українськими полоненими угорці передали німцям. Є. Басюк опинився у Відні, де спочатку лікувався у санаторії (до жовтня 1939 р.), а потім вчився у німецькій офіцерській школі, створеній за участю Проводу ОУН. Там у грудні 1939 р. він вступив до ОУН.
Закінчивши у листопаді 1940 р. школу і отримавши звання лейтенанта німецької армії, Є. Басюк поїхав у місячну відпустку до Кракова, Після неї, виконуючи вказівки своїх організаційних керівників, він не пішов на службу до німецької армії, а став фактично безробітним і до початку німецько-радянської війни отримував фінансову допомогу від Українського центрального комітету(УЦК).

## Німецько-радянська війна
У липні 1941 р. він повернувся до рідного села. Приблизно через місяць Рівненський обласний комендант легальної української молодіжної організації «Січ» Сергій Качинський-«Остап» призначив його комендантом цієї організації по Гощанському району. Однак вже через три дні німці її розігнали, і з вересня Є. Басюк працював експедитором у кооперативі у м. Острог, а згодом знову повернувся додому.
У березні 1942 р. його заарештувала німецька поліція за звинуваченням у приналежності до ОУН і дезертирстві з німецької армії. До листопада 1942 р. Є. Басюк перебував у в'язниці в Рівному, був заочно засуджений до смертної кари та переведений до концтабору поблизу с. Шубків Тучинського району Рівненської області, звідки разом з іншими 25-ма в'язнями через 2 тижні втік. Переховувався у батька та інших родичів.

## Діяльність в лавах УПА

### Бої з німцями та угорцями (березень—грудень 1943)
23 березня 1943 Басюк-«Чорноморець» за вказівкою військового коменданта Рівненського надрайону «Олега» розпочав формувати загон УПА в точевицьких лісах на Рівненщині. Спершу відділ складався з 6 чоловік, станом на 12.04. — 35 чол., на 18.04. — 65 бійців.
19 квітня 1943 відділ «Чорноморця» разом з відділом «Сталевого» (А. Шеремета) силою в 120 бійців мав бій з німцями й угорцями (близько 100 вояків) у с. Будераж, який тривав 3-5 годин. Ворогам надійшло 10 машин підмоги і вони почали наступ з 3-х боків. Загін «Чорноморця», розділившись, відступив, залишивши 7 убитих (за даними повстанців, вороги втратили 15 вбитих).
16 травня 1943 у с. Новомалин, куди з однією чотою вирушив на роззброєння німців, Басюк мав інший бій з німцями, у якому отримав 12 поренень (у груди, плече, ліву ногу), вбивши тільки 1 німця. Лікувався в повстанських шпиталях в Точевицькому лісі та на півночі Рівненщини. Після операції направлений в с. Великий Стидин Степанського району для одужання.
Після одужання Є. Басюк виїхав на територію Південної групи УПА на посаду інструктора підстаршинської школи (начальник школи «Балабан»). Наприкінці вересня—на початку жовтня 1943 р. почав формувати сотню, яка бл. 15.11.1943 р. влилася в Здолбунівський курінь під командуванням «Ясеня» (Микола Свистун).
Восени сотня «Чорноморця», а також сотня «Жука» (Й. Бричко), «Явора», «Жмайла» (М. Синогін) і боївка «Миколи» (В. Ткачук) мали запеклий бій з німцями і мадярами поблизу села Мощаниця Острозького району на Рівненщині. Німцям надійшла підмога із села Кривин Славутського району Кам'янець-Подільської обл. і повстанці відступили. У німців були великі жертви. Декілька мадярів потрапило у полон і їх знищили. Серед повстанців було вбито 5 чоловік.
На початку листопада 1943 на залізничному відтинку Оженин — Острог сотня Басюка провела ряд мінувань і засідок. Знищено кілька транспортів, здобуто 1 кулемет, 3 гвинтівки. 25. — 30.11.43 р. курінь «Ясена» брав участь у роззброєнні поліцаїв, евакуйованих зі Сходу, на шосе Дубно-Броди і Рівне-Дубно-Броди — роззброєно 400 чоловік.
Станом на 1 грудня 1943 курінь нараховував 260 чоловік (відділи «Цимбала», «Тимошенка», «Степ»).
3 грудня 1943 — невдалий бій відділу «Цимбала» з червоними партизанами.
Невдовзі Басюка призначено шефом штабу Здолбунівського куреня.
У березні 1944 отримав завдання вирушати на схід (Київська обл.) і перейшов у Кременецькі ліси, де завершував підготовку до рейду (сформовано з'єднання «Холодний Яр»). Став курінним у цьому з'єднанні.

### Бій під Гурбами(24—25 квітня 1944)
23 квітня 1944 з'єднання «Холодний Яр» (3 курені «Сторчана», «Вира» («Докса») і «Компанійця» (Басюка) чисельністю бл. 1800 чол.) було передане УПА-Південь. 24 квітня 1944 Басюк брав участь у Гурбенському бою.
25 квітня 1944 З'єднання вирвалося з оточення через с. Бущу, підбивши 1 танк, і перейшло в Точевицькі ліси. Рухаючись через села Плоске, Михалківці, Майків на с. Залізниця Межиріцького району. У с. Залізниця 29 квітня 1944 повстанці мали важкий 8-годинний бій з підрозділами 19-ї бригади ВВ НКВС, в ході якого свіжомобілізовані бійці «Мамая» (приєднався до з'єднання 24.04) розбіглися, а повністю збереглися тільки полки «Панька» і «Вира», які відступили.
Курені УПА відійшли в с. Велика Клецька Межиріцького району, де пробули до 9 травня 1944. Далі перейшли в Куразький ліс Острозького району, після чого курінь «Панька» — в Київську область, «Вира» — у Вінницьку, а рештки полку «Мамая» — в Кременецькі ліси. У цей час Басюка призначили начальником штабу з'єднання «Холодний Яр». Штаб тимчасово розташувався в Куразьких лісах, згодом перемістився в Точевицькі і Кременецькі ліси.

### Установчий з'їзд НВРО (17—18 липня 1944)
У червні 1944 штаб отримав завдання передислокуватися в Київську область (теперішня Черкащина). На території Житомирської області Басюк захворів і з частиною штабу повернувся на Кременеччину. У червні 1944 був присутній на нараді командирів у Точевицьких лісах (присутні «Леміш», «Еней», «Дубовий», «Ясен»). Учасник установчого з'їзду НВРО (17-18 липня 1944, біля с. Дермань Мізоцького району Рівненської області).

## Полон і співпраця з НКВС
26 серпня 1944 р. отримав наказ іти на Черкащину на зустріч з «Ясеном». Перед відходом 5.09 відвідав матір у рідному селі, а 7.09 село було оточене, проте Басюку з охороною вдалося втекти. На привалі на березі р. Горинь на них напали і Басюка з рідним братом взяли в полон. Інший брат загинув під час сутички.
Є. Басюка було привезено до Рівного, а звідти етаповано до Києва, де він близько 10 днів перебував у в'язниці НКДБ УРСР. Погодився на співпрацю з НКВС. Очолював агентурно-бойову групу під псевдо «Кармелюк». Полюбляв носити форму капітана МДБ. Неодноразово тероризував і грабував мирне населення під час спецоперацій АБГ. За здирництво і хабарництво був повторно заарештований 12 травня 1949 р. у Львові та засуджений.
19 листопада 1949 р. особлива нарада при Міністрі держбезпеки СРСР визначила Є. Басюку покарання за ст. 54-2, 54-11 та 206-17 «а» КК УРСР — 25 років ВТТ, яке він відбував у Степовому (Степлаг) і Піщаному (Пєсчанлаг) таборах (Казахстан). У Степлагу допомагав адміністрації боротися з в'язнями—українцями, які згодом його вирахували й побили.
У період «хрущовської відлиги» комісія Президії Верховної Ради СРСР з розгляду справ на осіб ув'язнених у Карагандинському ВТТ, 28 травня 1956 р. звільнила Є. Басюка, знявши з нього судимість, а 10 вересня 1991 р. Прокуратура УРСР реабілітувала його.
Проживав у Ростовській області, РРФСР. Станом на 2009 р. був ще живий.

## Родина
Батько: Басюк Михайло Іванович у 1943 р. був убитий німцями. Мати: Бондарчук Ганна — убита у 1944 р. Дружина: Айрапетова Віра Авагімівна. Діти: Басюк Андрій (народ. 1947). Сам Басюк у листі на ім'я К. Ворошилова стверджував, що бійці УПА вбили його матір, сестру, двох братів, наречену і неодноразово намагалися вбити його самого.